# آژانس مدیریت ریسک
آژانس مدیریت ریسک (به انگلیسی: Risk Management Agency؛ مخفف: RMA) یکی از نهادهای وابسته به وزارت کشاورزی ایالات متحده است که مسئولیت اداره شرکت بیمه محصولات کشاورزی فدرال (FCIC) را بر عهده دارد. مدیر کنونی این آژانس، هدر مانزانو است.

## تاریخچه
آژانس مدیریت ریسک در سال ۱۹۹۶، به موجب «قانون فدرال بهبود و اصلاحات کشاورزی» مصوب همان سال، با هدف اداره و مدیریت شرکت بیمه محصولات کشاورزی فدرال (FCIC) تأسیس گردید.
شرکت بیمه محصولات کشاورزی فدرال (FCIC) در سال ۱۹۳۸ و در بحبوحه دوران رکود بزرگ تأسیس شد تا با ارائه بیمه به کشاورزان، امکان ادامه فعالیت و کسب سود از تولید محصولات کشاورزی را حتی در شرایط نامساعد کشاورزی و اقتصادی فراهم آورد. در آن دوره، به دنبال وقوع طوفان گرد و غبار، شمار زیادی از کشاورزان آمریکایی ناگزیر به ترک مزارع خود شدند.

## برنامه‌ها، ساختار، کارکنان و بودجه
آژانس مدیریت ریسک دارای سه حوزه اصلی برنامه است:
1. خدمات بیمه — ارائه بیمه محصولات کشاورزی فدرال به کشاورزان ایالات متحده؛
2. مدیریت محصول — توسعه و ارزیابی محصولات بیمه کشاورزی با هدف اطمینان از صحت و دقت آماری آن‌ها؛
3. انطباق — نظارت بر برنامه‌های بیمه محصولات کشاورزی فدرال به منظور پیشگیری و شناسایی موارد کلاهبرداری، اتلاف منابع و سوءاستفاده.[۲]

آژانس مدیریت ریسک تحت اداره مدیری قرار دارد که از سوی وزیر کشاورزی ایالات متحده منصوب می‌شود. مدیر این آژانس، به‌عنوان عضو بدون حق رأی، در هیئت‌مدیره شرکت بیمه محصولات کشاورزی فدرال نیز فعالیت می‌کند.
آژانس مدیریت ریسک برای اداره هر یک از سه حوزه اصلی برنامه‌های خود، معاونان اداری منصوب کرده و همچنین از خدمات یک مدیر ارشد مالی، یک مدیر ارشد اطلاعات، یک مدیر دفتر حقوق مدنی و یک مدیر دفتر امور خارجی بهره می‌برد. این آژانس دارای ده دفتر منطقه‌ای در نقاط مختلف ایالات متحده است و بیش از ۴۵۰ نفر را در دفاتر خود در سراسر کشور به کار گرفته است.
آژانس مدیریت ریسک در سال مالی ۲۰۱۶ دارای بودجه عملیاتی به میزان ۷۴٫۸ میلیون دلار بود و در سال ۲۰۱۵ مدیریت بیش از ۱۰۲ میلیارد دلار تعهدات بیمه‌ای را بر عهده داشت.